# V510 Андромеды
V510 Андромеды (лат. V510 Andromedae) — двойная затменная переменная звезда типа Алголя (EA) в созвездии Андромеды на расстоянии приблизительно 4162 световых лет (около 1276 парсеков) от Солнца. Видимая звёздная величина звезды — от +13,92m до +13,45m. Орбитальный период — около 1,587 суток.

## Характеристики
Первый компонент — жёлто-белая звезда спектрального класса F5. Радиус — около 2,3 солнечных, светимость — около 4,645 солнечных. Эффективная температура — около 5589 K.